# Alpes

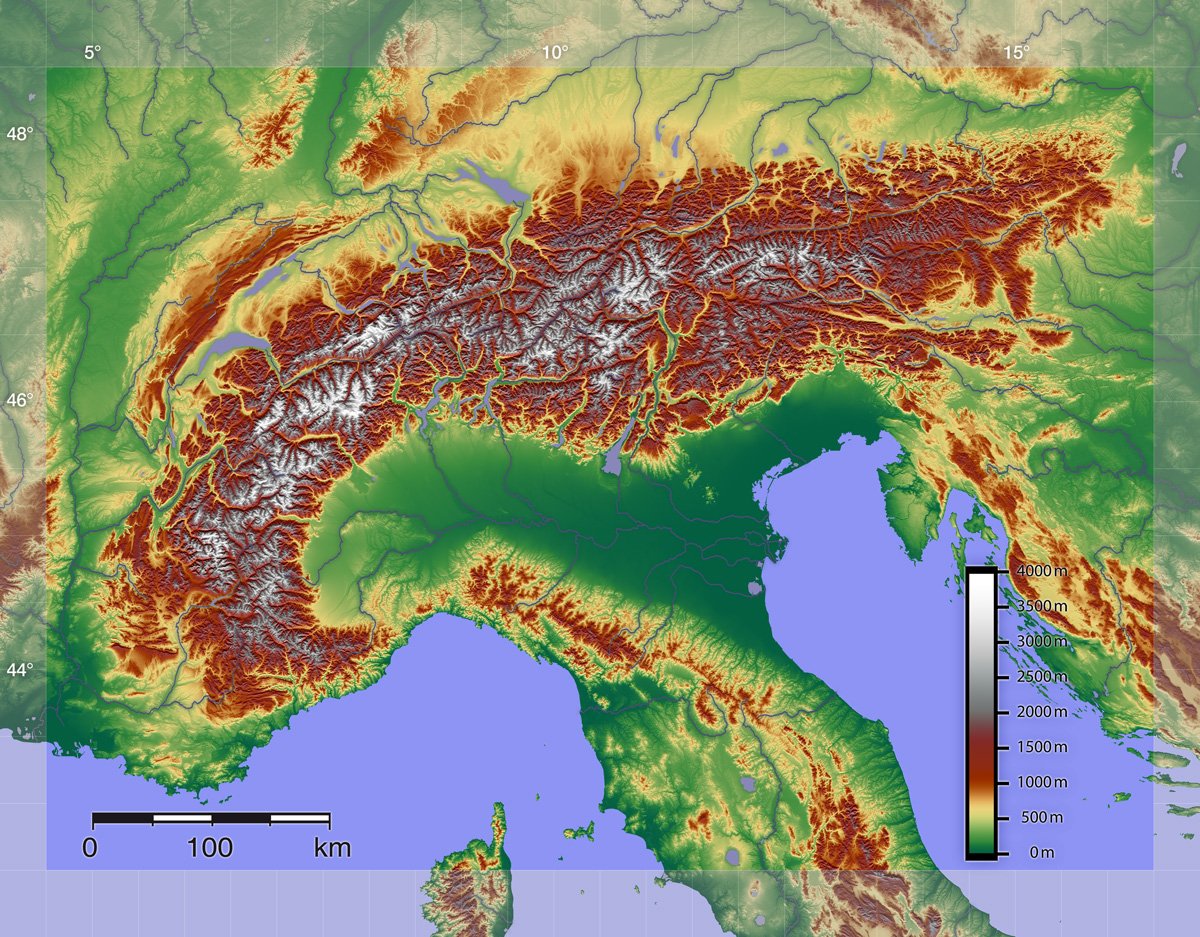
Mapa orográfico de la cordillera.

Los Alpes son una cadena de montañas situada en la Europa Central. Su cumbre más alta es el Mont Blanc, con 4810 m s. n. m. Alrededor de los Alpes, favorecidos por ríos importantes de caudal uniforme y ricas tierras de cultivo, se ubicaron desde la prehistoria diversos pueblos, como los celtas, los lingones, leucos, insubrios, helvecios y, posteriormente, germánicos en el noreste y pueblos itálicos en el sur, después de la conquista romana de la Galia Cisalpina.  Actualmente viven unos 14 millones de personas en la región de los Alpes.

## Etimología
No se sabe a ciencia cierta si fueron los celtas, los romanos o los germanos quienes bautizaron los altos picos alpinos, existiendo varias  etimologías posibles, por ejemplo:
- Los pueblos celtas fueron unos de los primeros pobladores de la zona, ya que cerca de allí desarrollaron su primeras manifestaciones culturales, conocidas como la cultura de La Tène, antes de extenderse por el resto de Europa. Estos pueblos denominaban alpe en general a toda montaña escarpada.

- La palabra Alpes pudo formarse a partir de albus, término latino para definir blanco, o a partir de alb, término celta equivalente, siendo en ambos casos una alusión a la intensa coloración blanca que presentan las cumbres nevadas de esta cordillera.

- En la mitología antigua de los germanos, Alp era un espíritu aéreo que moraba en la cumbre de las montañas más escarpadas, bajando de vez en cuando a perturbar la tranquilidad de los habitantes de las poblaciones cercanas.

- Otra etimología relaciona las palabras de lenguas modernas alp, alm, albe, alpe con el significado de pasturas, lo que pondría de relieve que cuando fueron bautizados no interesaban las cimas, sino los pastos altos.

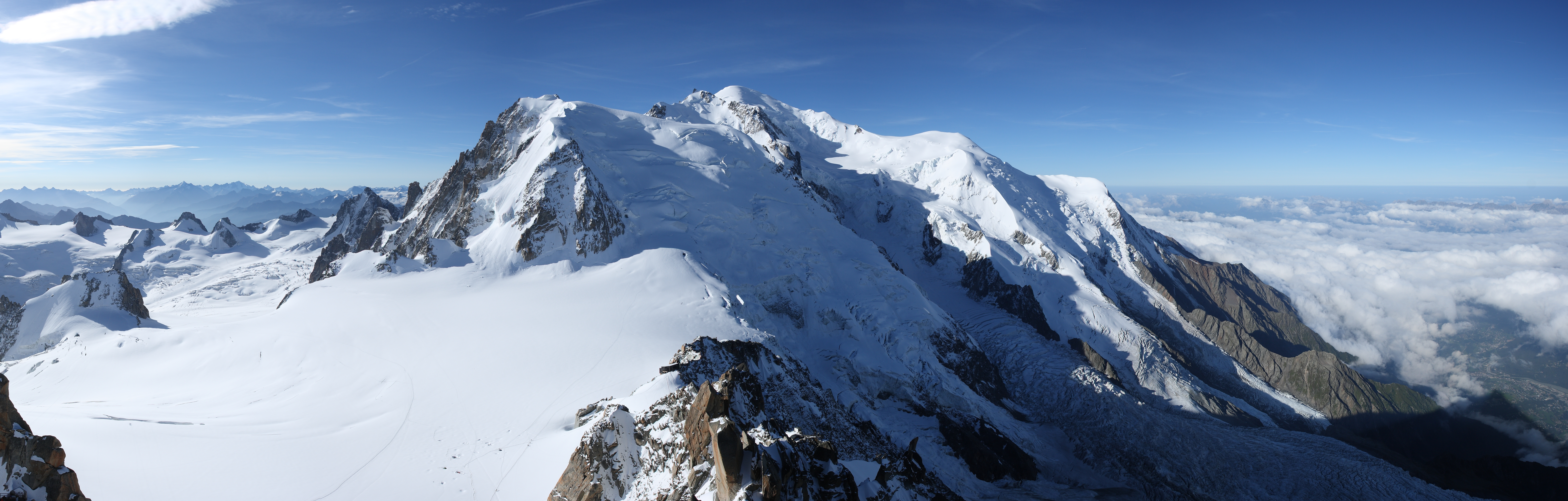
Vista del Mont Blanc desde Aiguille du Midi.

## Orografía
Con criterios geológicos y geográficos se pueden dividir en tres sectores diferenciados:
- Los Alpes Occidentales, que irían desde las primeras elevaciones cerca del mar Mediterráneo hasta el Valais. Los Alpes Marítimos y el macizo del Mont Blanc son los bloques más importantes.

- Los Alpes Centrales, desde el Valais hasta los Grisones. Todo el Valais con el macizo más importante de los Alpes, el Monte Rosa, y el Oberland.

- Los Alpes Orientales, que abarcan el resto de la cordillera hacia el este y el sur. El Tirol, los Alpes Julianos y los Dolomitas son las formaciones más importantes. Las últimas elevaciones en esta dirección llegan hasta las primeras de otro gran macizo: los Cárpatos.

Véase también los Alpes italianos.

### Picos destacados
|                              |
| Foto satelital de los Alpes. |

|                                                 |
| La Barre des Écrins, 4101 m, macizo des Écrins. |

|                                                 |
| Gran Paradiso, 4061 m, Grupo del Gran Paradiso. |

| |
| Las Aiguilles du Diable "Agujas del Diablo", un grupo de cinco agujas del macizo del Mont Blanc en los contrafuertes orientales del mont Blanc du Tacul. Son, de la menos a la más elevada y de noroeste a sudeste: L'Isolée, (4114 m); la pointe Carmen (4109 m); la pointe Médiane (4097 m); la pointe Chaubert (4074 m) y la Corne du Diable (4064 m). |

|                                                                 |
| Monte Cervino / Matterhorn, 4478 m, Alpes Peninos o del Valais. |

|                                          |
| Dom, 4545 m, Alpes Peninos o del Valais. |

|                                           |
| Finsteraarhorn, 4273,9 m, Alpes Berneses. |

|                                           |
| Piz Bernina, 4049,1 m, Grupo del Bernina. |

Así como en los Andes la elevación de las montañas más importantes rebasa los seis mil metros y en el Himalaya los ocho mil, los Alpes como cordillera se explica como una sucesión de montañas de más de cuatro mil metros.
Claro está que su número puede variar en función de los criterios con qué se determine si una elevación u otra es una cumbre independiente o no. En 1994 la UIAA publicó una lista oficial de los cuatromiles de los Alpes, combinando tres criterios: topográfico, morfológico y alpinístico. Resultó así una lista "oficial" UIAA de los cuatromiles de los Alpes con 82 cimas. La UIAA aclara que la lista pretende ser principalmente para montañeros. Por lo tanto, no se basa solo en criterios topográficos (que son, en cualquier caso, el elemento principal), sino también en criterios complementarios, más subjetivos, que podrían cambiar durante la evolución del alpinismo. Hay puntos topográficos que superan los 4000 m s. n. m. y que, sin embargo, no se reputan cimas independientes porque, por ejemplo, su prominencia es inferior a los 30 m, por ello se excluyeron de la lista "oficial". Así, se excluyeron Il Roc con un desnivel de 28 m o el Pic Eccles con desnivel de alrededor de 20 m. Esa lista de 82 cimas es la que se toma como referencia en el alpinismo. Por ejemplo, cuando el alpinista esloveno Miha Valič hizo las 82 cumbres en solitario y en invierno en 102 días del 27 de diciembre de 2006 al 7 de abril de 2007. Estas son las cimas más elevadas de cada agrupación:
- Macizo des Écrins: Barre des Écrins 4101 m
- Grupo del Gran Paradiso: Gran Paradiso 4061 m
- Macizo del Mont Blanc: Mont Blanc / Monte Bianco 4807 m (Mayor altitud)
- Alpes Peninos o del Valais: Dufourspitze / Punta Dufour 4633,9 m
- Alpes Berneses: Finsteraarhorn 4273,9 m
- Grupo del Bernina: Piz Bernina 4049,1 m

Aparte de esta lista oficial de 82 cimas, hay una lista ampliada de otras 46 cimas encima de los 4000 m s. n. m. que no satisfacían los criterios de selección, hasta sumar un total general de 128 cimas. En ella se encuentran, por ejemplo, Rochers de la Topurnette (4677 m) en el macizo del Mont Blanc o la Ostspitze (4632 m) de los Alpes Peninos.

## Formación

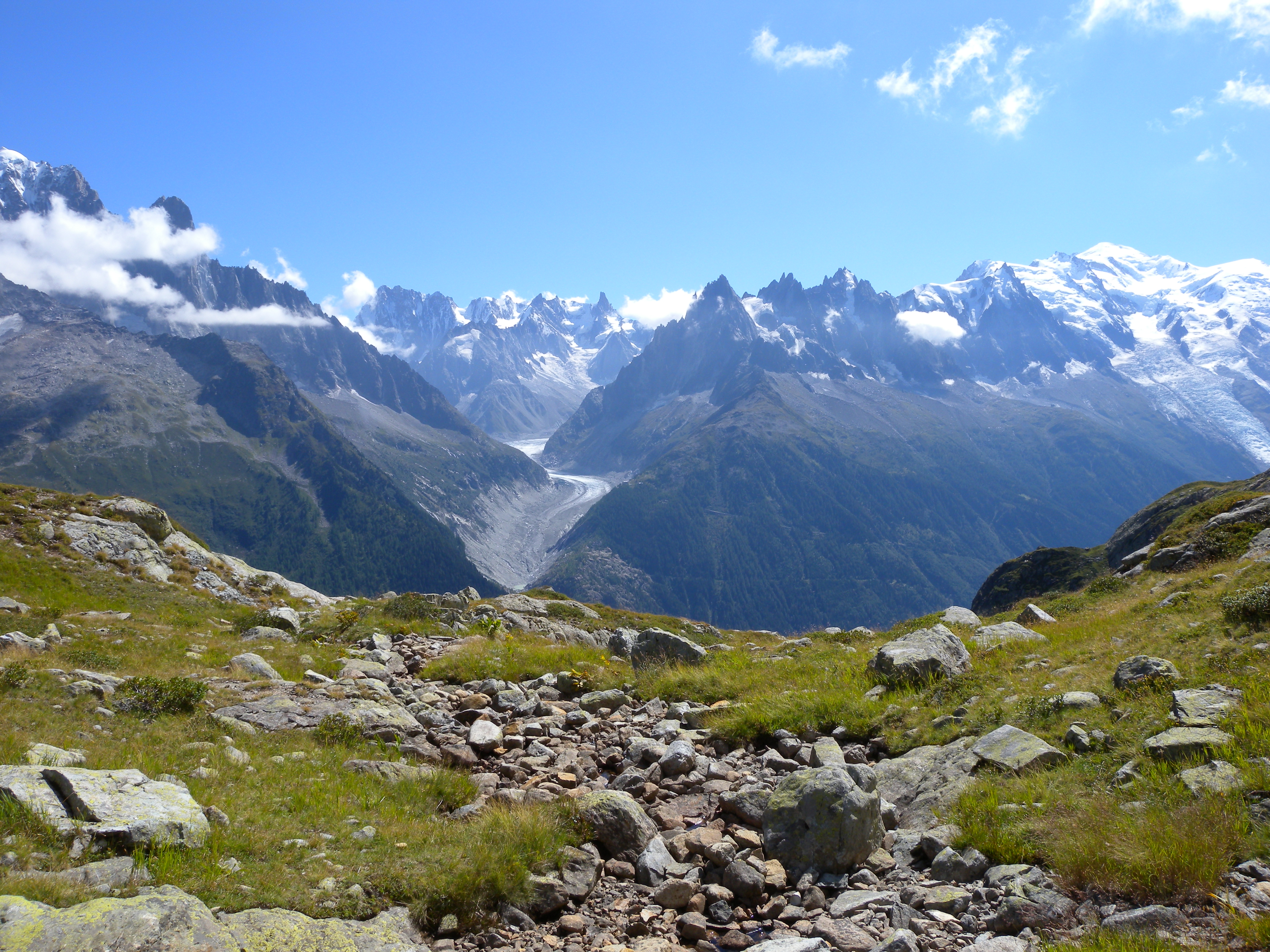
La base cristalina del macizo del Mont Blanc.

Se establecieron conceptos geológicos importantes cuando los naturalistas comenzaron a estudiar las formaciones rocosas de los Alpes en el siglo XVIII. A mediados del siglo XIX se utilizó la ahora desaparecida teoría de las geosinclinas para explicar la presencia de cadenas montañosas "plegadas", pero a mediados del siglo XX la teoría de la tectónica de placas fue ampliamente aceptada.
La orogenia alpina fue un proceso episódico que comenzó hace unos 300 millones de años. En la era Paleozoica, el supercontinente Pangea consistía en una sola placa tectónica; se rompió en placas separadas durante la era Mesozoica y el mar de Tetis se desarrolló entre Laurasia y Gondwana durante el período Jurásico. Más tarde, el Tetis se apretó entre placas en colisión, lo que provocó la formación de cadenas montañosas llamadas cinturón alpino, desde Gibraltar, a través del Himalaya y hasta Indonesia, un proceso que comenzó al final del Mesozoico y continúa hasta el presente. La formación de los Alpes fue un segmento de este proceso orogénico, causado por la colisión entre las placas africana y euroasiática que comenzó a finales del período Cretácico.
Bajo tensiones y compresiones extremas, las rocas sedimentarias marinas se levantaron, creando plegamientos, o napas y fallas de cabalgamiento. A medida que los picos ascendentes sufrieron erosión, se depositó una capa de sedimentos de flysch marino en la cuenca de antepaís, y los sedimentos se acumularon en los pliegues más jóvenes a medida que avanzaba la orogenia. Los sedimentos gruesos del continuo levantamiento y erosión se depositaron más tarde en las áreas de la cuenca en forma de molasa. Las regiones de molasa en Suiza y Baviera estaban bien desarrolladas y vieron un mayor impulso del flysch.

### Regiones geológicas
La orogenia alpina se produjo en ciclos continuos hasta el Paleógeno, lo que provocó diferencias en las estructuras de la napa, con una orogenia de etapa tardía que provocó el desarrollo de las montañas del Jura. Una serie de eventos tectónicos en los períodos Triásico, Jurásico y Cretácico causaron diferentes regiones paleogeográficas. Los Alpes están subdivididos por diferente litología (composición de la roca) y estructura de la napa de acuerdo con los eventos orogénicos que los afectaron. La subdivisión geológica diferencia los Alpes occidentales, orientales y meridionales.
Según el geólogo Stefan Schmid, debido a que los Alpes occidentales sufrieron un evento metamórfico en la era Cenozoica mientras que los picos austroalpinos experimentaron un evento en el período Cretácico, las dos áreas muestran claras diferencias en las formaciones de plegamientos. Los depósitos de flysch en los Alpes del Sur de Lombardía probablemente se acumularon durante el Cretácico o posteriormente.
Los picos de Francia, Italia y Suiza se encuentran en la "zona de Houillière", que consiste en un zócalo con sedimentos del Mesozoico. Los macizos altos con cobertura sedimentaria externa son más comunes en los Alpes occidentales y se vieron afectados por el empuje de piel fina del Neógeno, mientras que los Alpes orientales tienen comparativamente pocos macizos con cimas elevadas. De manera similar, los picos en el este de Suiza que se extienden hasta el oeste de Austria (napas helvéticas) consisten en pliegues sedimentarios de piel fina que se desprendieron de la antigua roca del zócalo.

Maurienne y su base cristalina expuesta, hecha de rocas de subducción de alta presión como esquisto azul y cuarcita.

En términos simples, la estructura de los Alpes está formada por capas de roca de origen europeo, africano y oceánico. La estructura de la napa inferior es de origen europeo continental, por encima de la cual se apilan napas de sedimentos marinos, rematadas por napas derivadas de la placa africana. El Cervino es un ejemplo de la orogenia en curso y muestra evidencia de un gran plegamiento. La punta de la montaña está formada por gneis de la placa africana; la base del pico, debajo del área glaciar, consiste en roca de zócalo europeo. La secuencia de sedimentos marinos está intercalada entre rocas derivadas de las placas africana y europea.

## Hidrología

### Ríos y lagos

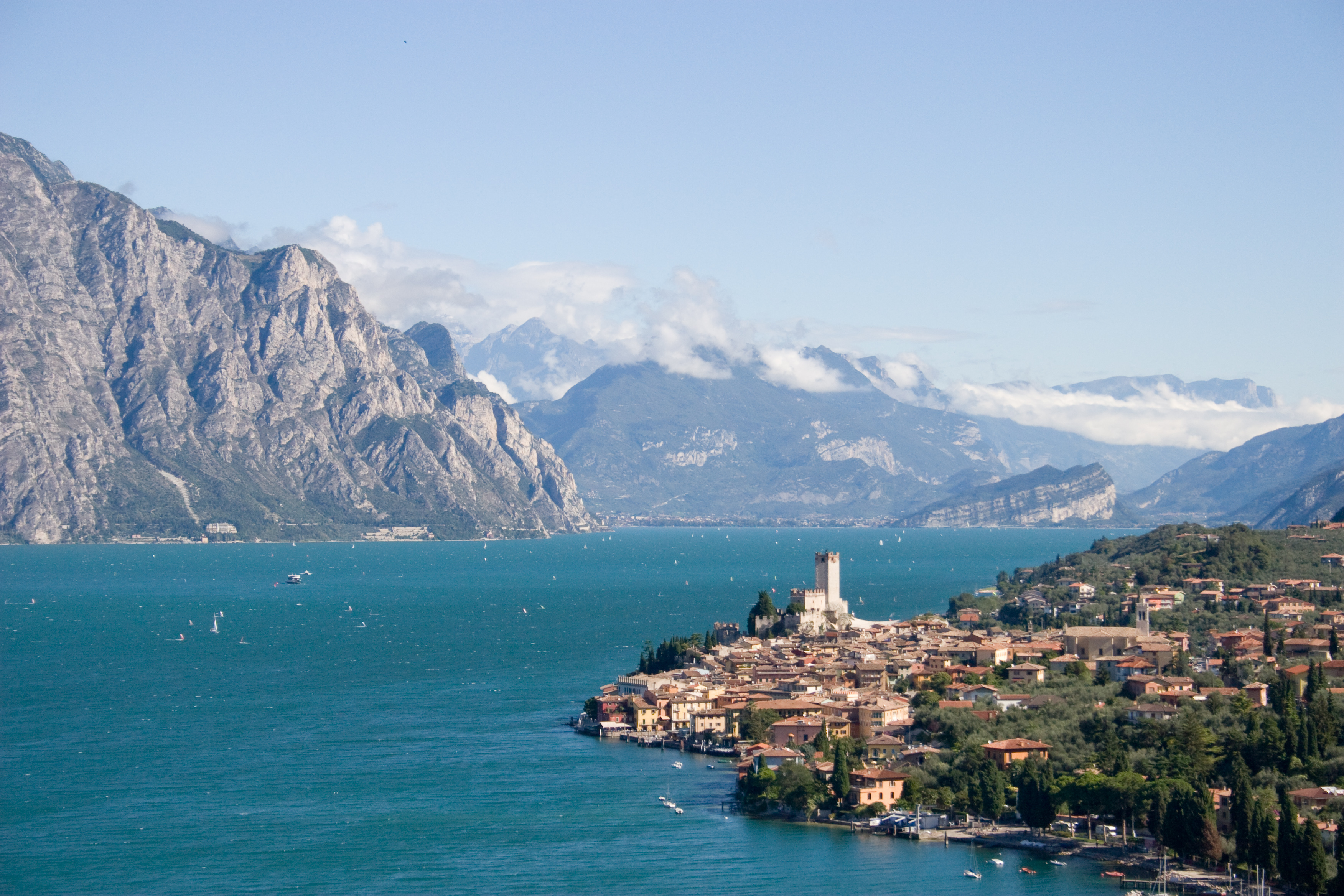
Los lagos prealpinos del norte de Italia, como el lago de Garda, se caracterizan por microclimas más cálidos que las áreas circundantes.

Los Alpes proporcionan agua potable, irrigación y energía hidroeléctrica a las tierras bajas de Europa. Aunque el área es solo alrededor del 11% de la superficie de Europa, los Alpes proporcionan hasta el 90% del agua a las tierras bajas del continente, particularmente a las áreas áridas y durante los meses de verano. Ciudades como Milán dependen del 80% del agua de la escorrentía alpina.
Los principales ríos europeos fluyen desde los Alpes, como el Rin, el Ródano, el Inn y el Po, todos los cuales tienen nacientes en los Alpes y desembocan en países vecinos, finalizando su recorrido en el mar del Norte, el mar Mediterráneo, el Adriático y el mar Negro. Otros ríos, como el Danubio, tienen importantes afluentes que desembocan en los Alpes. El Ródano ocupa el segundo lugar después del Nilo como fuente de agua dulce en el Mar Mediterráneo; el río comienza como agua de deshielo glacial, desemboca en el lago de Ginebra y de allí a Francia, donde uno de sus usos es enfriar plantas de energía nuclear. El Rin se origina en un área de 30 km² en Suiza y representa casi el 60% del agua exportada desde el país. Los valles tributarios canalizan el agua hacia los valles principales que pueden sufrir inundaciones durante la temporada de deshielo, cuando la escorrentía rápida causa torrentes de escombros y crecidas fluviales.
Los ríos forman lagos, como el lago de Ginebra, un accidente en forma de media luna que cruza la frontera suiza con Lausana en el lado suizo y la ciudad de Evian-les-Bains en el lado francés. En Alemania, la capilla medieval de San Bartolomé se construyó en el lado sur del Königssee, accesible solo en barco o escalando los picos colindantes. Además, los Alpes han dado lugar a la creación de grandes lagos en Italia. Por ejemplo, el Sarca, la principal afluencia del lago de Garda, se origina en los Alpes italianos.
Los científicos han estado estudiando el impacto del cambio climático y el uso del agua. Por ejemplo, cada año se desvía más agua fluvial para la fabricación de nieve en las estaciones de esquí, cuyo efecto aún se desconoce. Además, la disminución de las áreas glaciares combinada con una sucesión de inviernos con precipitaciones inferiores a las esperadas puede tener un impacto futuro en los ríos de los Alpes, así como un efecto en la disponibilidad de agua para las tierras bajas.

### Glaciares

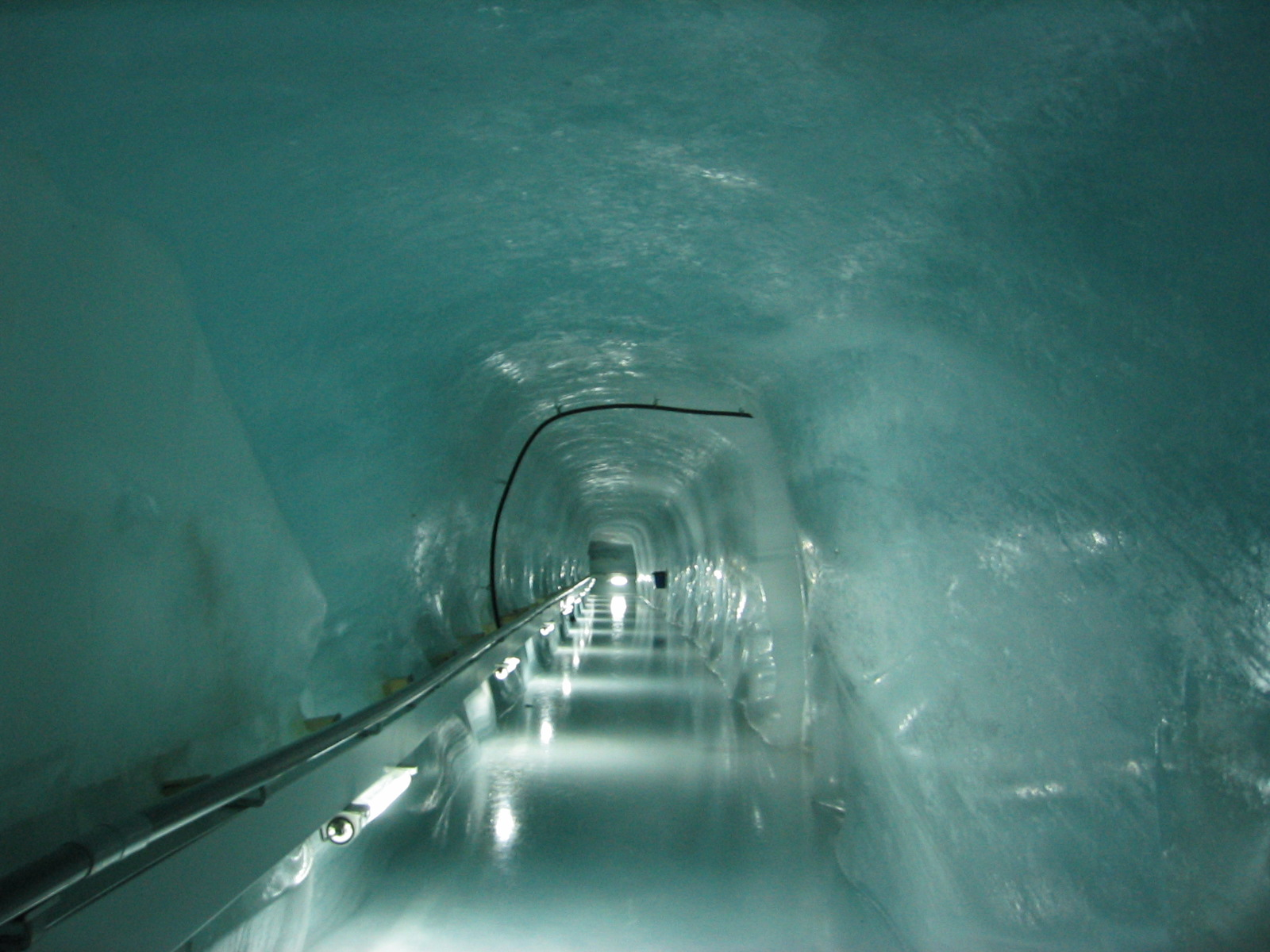
Interior de un glaciar en la estación de Jungfraujoch.

Los glaciares alpinos actuales son restos de la gran glaciación cuaternaria y continúan, además, en constante y rápido retroceso. Pese a esto, con datos del final del siglo XX, se pueden contar muchos glaciares, repartidos por toda la cordillera. Los más extensos, de este a oeste, son:
- El glaciar de Aletsch (Aletschgletscher), con el Konkordiaplatz, que forma un conjunto de 130 kilómetros cuadrados de superficie. Su lengua se extiende 27 kilómetros. Es el glaciar más extenso de la Europa continental.
- El glaciar de Gorner (Gornergletscher), en el Valais, con una extensión de 68 kilómetros cuadrados y un recorrido de 12 kilómetros. El clima seco de aquella zona le afecta mucho y es uno de los glaciares en el que se aprecia mejor el fenómeno de recesión.
- El glaciar Argentière, perpendicular al valle de Chamonix por encima del pueblo de Argentière en el departamento de la Alta Saboya; ya el macizo del Mont Blanc, con el conjunto de glaciares que lo forman, ocupa 24 kilómetros cuadrados y tiene un recorrido de cinco kilómetros. Este glaciar ha tenido durante último siglo espectaculares movimientos de avance, provocados por la acumulación en su parte media de nieve caída de las crestas laterales, y ha llegado a afectar en su movimiento a algunas instalaciones de la estación de esquí que hay a la zona. De todos modos, y pese a estos avances, desde 1900 su zona de fusión ha subido unos 400 metros.
- La Mer de Glace (Mar de hielo) en Vallée Blanche, también en el macizo del Mont Blanc, con seis kilómetros de recorrido. Desde el comienzo del siglo XX (en 1908) y como un atractivo turístico se puede visitar –su base– con el ferrocarril de Montenvers, que sale de Chamonix. Cuando se construyó este ferrocarril, la estación de llegada quedaba a unos cincuenta metros del nevero, y hoy son casi trescientos.
- Glaciar des Bossons (Bossonsgletscher). El hielo que lo ha formado baja –en parte al menos– desde el pico del Mont Blanc y tiene una fuerte pendiente media, unos 45°, lo que hace que sea uno de los glaciares alpinos de más rápido desplazamiento, unos 190 metros anuales. Solo otros glaciares alpinos más pequeños y empinados superan esta velocidad.

## Geografía

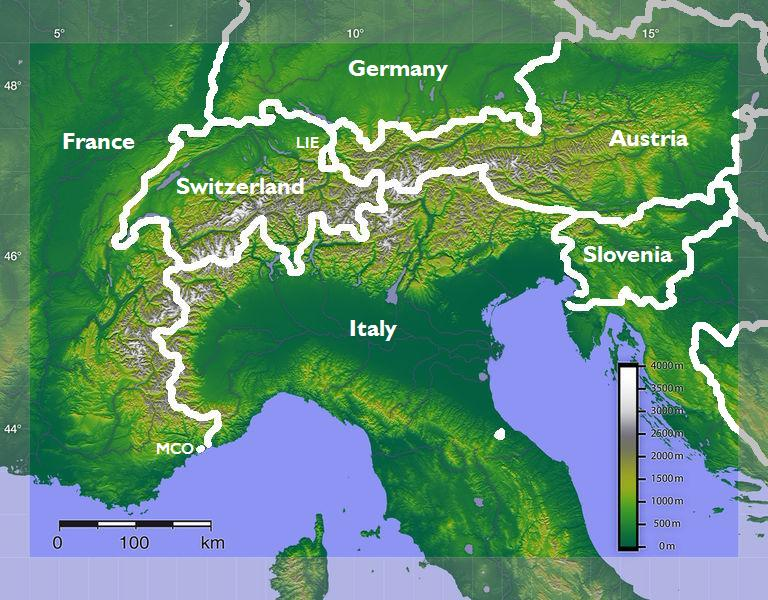
Los Alpes se extienden en un arco desde Francia en el sur y oeste hasta Eslovenia en el este, y desde Mónaco en el sur hasta Alemania en el norte.

Los Alpes son una característica geográfica en forma de media luna de Europa central, que se extiende en un arco de 800 km de este a oeste y tiene 200 km de ancho. La altura media de los picos de las montañas es de 2,5 km. La cordillera se extiende desde el mar Mediterráneo al norte por encima de la cuenca del Po, se extiende a través de Francia desde Grenoble y se expande hacia el este hasta el centro y sur de Suiza. La cordillera continúa hacia Viena, Austria, y al este hasta el mar Adriático y Eslovenia. Al sur se adentra en la parte septentrional de Italia y al norte se extiende hasta la frontera sur de Baviera en Alemania. En áreas como Chiasso, Suiza y Allgäu, Baviera, la demarcación entre la cordillera y las llanuras es clara; en otros lugares, como Ginebra, la demarcación es menos clara. Los países con mayor territorio alpino son Austria (28,7% de la superficie total), Italia (27,2%), Francia (21,4%) y Suiza (13,2%).
La parte más alta de la cordillera está dividida por la depresión glaciar del valle del Ródano, desde el Mont Blanc hasta el Cervino y el Monte Rosa en el lado sur, y los Alpes berneses en el norte. Los picos en la parte oriental de la cordillera, en Austria y Eslovenia, son más pequeños que los de las partes central y occidental.
Las variaciones en la nomenclatura en la región abarcada por los Alpes dificulta la clasificación de las montañas y subregiones, pero una clasificación general es la de los Alpes orientales y los Alpes occidentales, y la división entre los dos ocurre en el este de Suiza, según el geólogo Stefan Schmid, cerca del puerto del Spluga.

## Ecología

### Flora

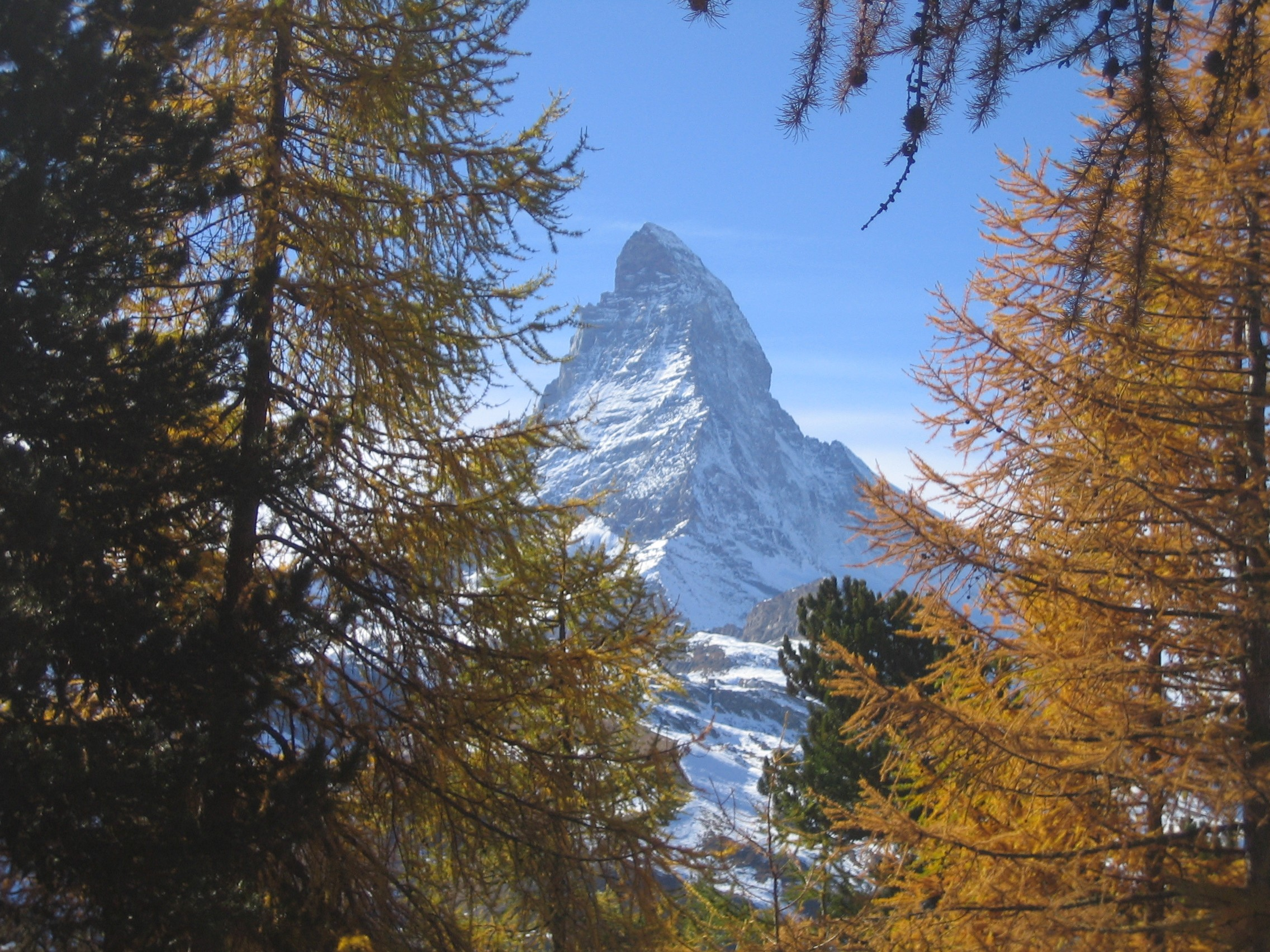
Bosques de alerce europeo en otoño, con el Matterhorn de fondo.

Se han identificado trece mil especies de plantas en las regiones alpinas. Las plantas alpinas se agrupan por hábitat y tipo de suelo, que puede ser de piedra caliza o no calcáreo. Los hábitats van desde prados, pantanos, áreas boscosas (caducifolias y coníferas) hasta pedregales y morrenas sin suelo, y paredes rocosas y crestas. La presencia de los principales árboles caducifolios: roble, haya, fresno y arce sicómoro da un límite natural de vegetación con la altitud. Estos no alcanzan exactamente la misma elevación, ni a menudo se encuentran creciendo juntos; pero su límite superior corresponde con la suficiente precisión al cambio de un clima templado a uno más frío que se demuestra aún más por un cambio en la presencia de vegetación herbácea silvestre. Este límite generalmente se encuentra a unos 1200 m sobre el mar en el lado norte de los Alpes, pero en las laderas del sur a menudo se eleva a 1500 m, a veces incluso a 1700 m. 
Por encima de la silvicultura, a menudo hay una banda de pinos negros (Pinus mugo) y pinos silvestres (Pinus sylvestris) junto con abeto blanco, picea europea, alerce europeo, que a mayor altitud es reemplazada por arbustos, concretamente Rhododendron ferrugineum (en suelos ácidos) o Rhododendron hirsutum (en suelos alcalinos). Aunque la rosa de los Alpes prefiere un suelo ácido, las plantas se encuentran en toda la región. Por encima de la línea de árboles se encuentra el área definida como "pradera alpina" donde en el prado alpino se encuentran plantas que se han adaptado bien a las duras condiciones de temperaturas frías, aridez y grandes altitudes. El área alpina fluctúa mucho debido a las fluctuaciones regionales en las líneas de árboles.

### Fauna

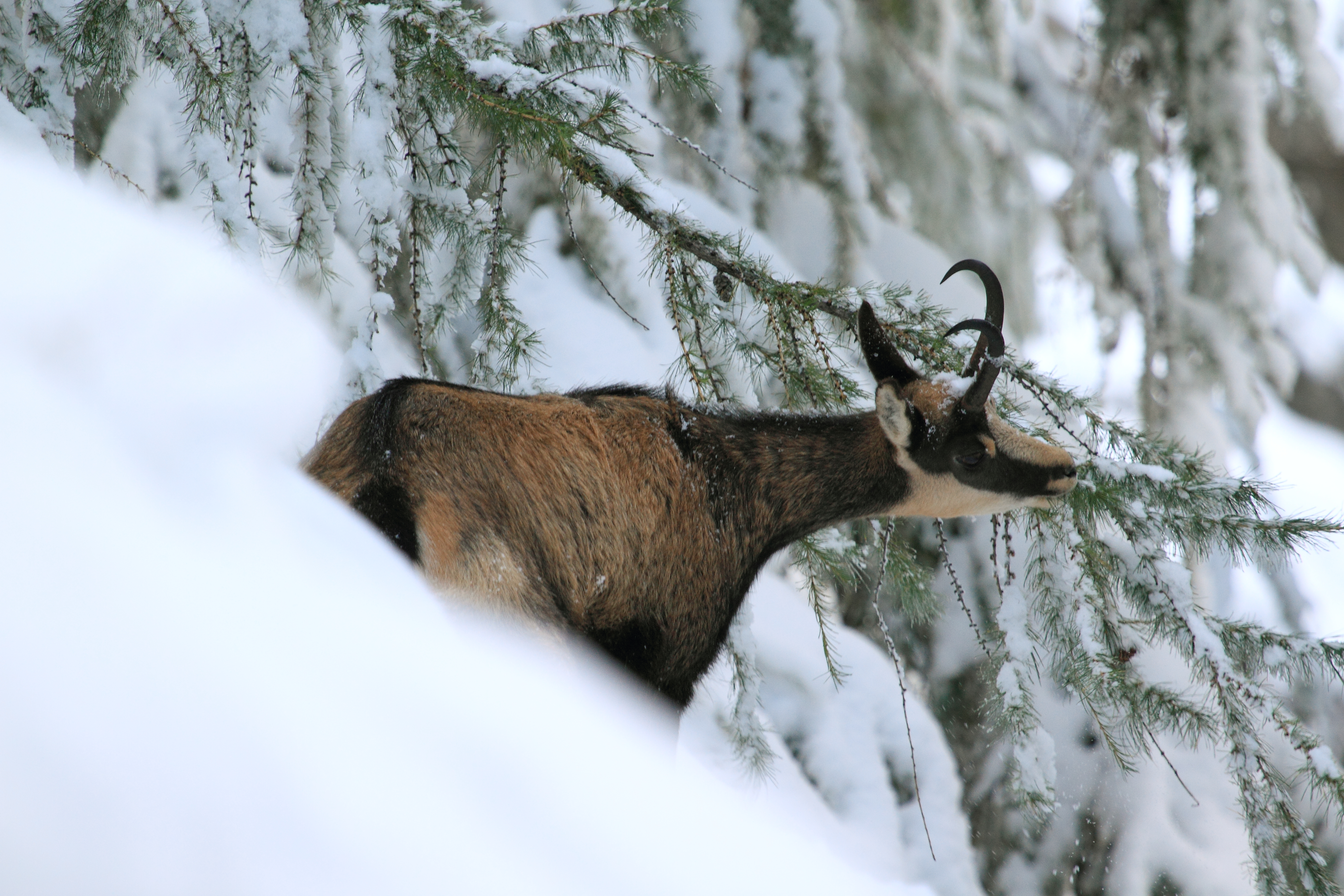
Rebeco alimentándose en los Alpes.

#### Mamíferos
- Íbice (Capra ibex)
- Rebeco (Rupicapra rupicapra)
- Ciervo rojo (Cervus elaphus)
- Corzo (Capreolus capreolus)
- Jabalí (Sus scrofa)
- Marmota alpina (Marmota marmota)
- Liebre de montaña (Lepus timidus)
- Zorro rojo (Vulpes vulpes)

#### Aves
- Águila real (Aquila chrysaetos)
- Búho (Aegolius funereus)
- Chova piquigualda (Pyrrhocorax graculus)
- Acentor alpino (Prunella collaris)
- Urogallo (Tetrao urogallus)
- Ratonero común (Buteo buteo)
- Mirlo (Turdus merula)

#### Reptiles y anfibios
- Salamandra alpina (Salamandra atra)
- Tritón (Mesotriton alpestris)
- Culebra de collar (Natrix natrix)
- Áspid (Vipera aspis)
- Víbora cornuda (Vipera ammodytes)

## Clima
El clima varía dependiendo de las zonas altitudinales (pisos térmicos). Por lo general, hasta los 1.000 m predomina un clima templado con unas precipitaciones de entre 500-800 mm al año y unas temperaturas medias de -3 °C y 5 °C en invierno y entre 16 °C y 22 °C en verano.
A partir de los 1.000 metros de altitud las temperaturas bajan aún más y las precipitaciones suben situándose por encima de los 1.000 mm anuales, las temperaturas medias de verano están alrededor de 10 °C y entre los -10 °C y los -3 °C en invierno y las precipitaciones son mayoritariamente de nieve de noviembre a abril.
A 1.800 m el Clima alpino es aún más extremo debido a los efectos de la altitud, las precipitaciones están alrededor de los 2000 mm anuales, mientras que las temperaturas están normalmente bajo cero entre 6 y 9 meses al año, oscilando entre los 3 °C y los 9 °C en verano y por debajo de los -8 °C en invierno, y la nieve lo cubre todo de octubre a junio.
Por encima de los 3000 m está la zona de los glaciares y la nieve perpetua con temperaturas medias mensuales casi siempre por debajo de los 2 o 0 °C.

### Orientación del relieve
En los Alpes, la orientación del relieve resulta un factor modificador del clima de enorme importancia. Como las montañas y sierras y como la Cordillera de los Alpes en general se orientan de este a oeste, las vertientes o laderas que se orientan al sur tienen climas mucho más cálidos y soleados (vertiente de solana) que las del norte (vertientes de umbría).

## Ocupación humana

### Historia

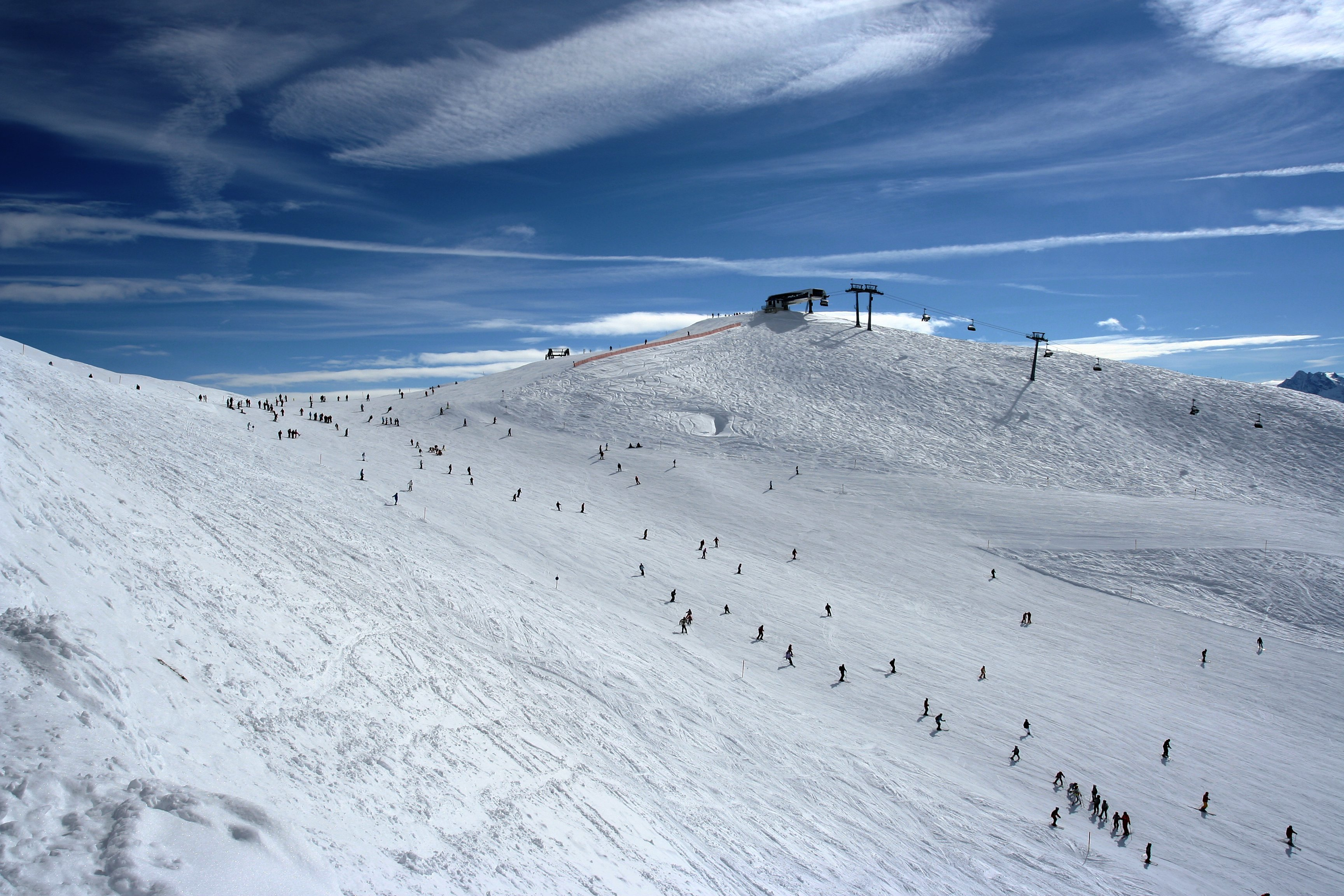
Esquí en los Alpes.

La ocupación humana en la cordillera es relativamente moderna. Se considera que hace solo unos cinco mil años que empezaron a instalarse las primeras poblaciones permanentes. Los grandes glaciares, en su retroceso, liberaron grandes extensiones de tierras llanas, cubiertas con el paso del tiempo por sedimentos en los que se puede cultivar, en las dos vertientes de la cordillera, que en su momento serían ocupadas por el hombre, en su proceso de expansión.
No es hasta la época de la conquista romana que se tienen datos históricos sobre la población humana en los Alpes. En aquellos momentos se encontrabas habitadas por tribus de origen celta como los nantuates, veragros, sedunos, los retianos, los salasos o los lepontinos. Las invasiones romanas desde el sur y las germánicas (longobardos) desde el norte empujaron grupos de población a ocupar valles de uno u otro lado de la cordillera, atravésando los elevados puertos de montaña, cosa que explica la alternancia de las diversas culturas idiomáticas.
Consecuencia de los movimientos de población son los idiomas que actualmente se hablan: el italiano, en la parte sur, el esloveno en el sudeste, el francés que domina en exclusiva la parte noroeste, el alemán en la parte norte y en Suiza y en el Tirol.
El romanche (o retorromano) es el idioma común en la zona de los Grisones y la parte alta del valle del Rin. Este idioma tiene, además, numerosos dialectos, pero entre todos son apenas utilizados por unas cincuenta mil personas. El ladino dolomita se habla en Italia, aunque está restringido prácticamente a la zona de los Dolomitas, y a los valles del sudeste suizo. En forma de dialectos, muy mezclado con el romanche y sin la categoría de lengua escrita, se habla en zonas del Tirol.

### Turismo y deportes
Durante todo el siglo XX y también actualmente, los Alpes se han convertido en un destino mundial de primer orden del turismo. Con el fondo paisajístico que los caracteriza, se ha construido un número importante de estaciones invernales para la práctica del esquí alpino. Algunas son muy importantes, otras solo tienen un pequeño remonte, sito –es el caso de pequeños pueblos en las zonas rurales de Austria– en ocasiones al mismo patio de la escuela pública de la localidad.
La práctica del alpinismo atrae cada verano a miles de practicantes, que permanecen, en muchos casos, la temporada entera. De igual manera, los amantes del senderismo y del trekking se dan cita cada verano en los Alpes en un creciente número de practicantes. Pueblos como Chamonix se convierten en el punto de partido de treks como el Tour del Mont Blanc o el Tour de las Agujas Rojas.
Asimismo, en la primavera, las ascensiones y travesías de esquí de montaña dan vida a pueblos y refugios remotos, en valles apartados, a menudo fuera de las corrientes turísticas más importantes.
Todas estas actividades han dado lugar a una verdadera industria de la montaña, que además se está llevando a cabo con un notable respeto por el entorno, excepto naturalmente en el caso de las estaciones de esquí. Esta industria está siendo muy contestada durante las últimas décadas: se han limitado las nuevas instalaciones y se han retirado aquellas que por cualquier razón quedaban fuera de servicio.
Son numerosos los grupos de carácter conservacionista y que tienen una considerable influencia a la sociedad, que velan por impedir la desnaturalización de la cordillera.